# Kocourekia clavigera
Kocourekia clavigera är en stekelart som beskrevs av Boucek 1977. Kocourekia clavigera ingår i släktet Kocourekia och familjen finglanssteklar. Inga underarter finns listade i Catalogue of Life.